# Járay Imre
Járay Imre (eredeti neve: Jaeger Imre; Stájerlakanina, 1883. szeptember 13. – Szentes, 1962. május 20.) matematika–fizika szakos középiskolai tanár. Alapító igazgatója volt az oravicabányai és a csongrádi gimnáziumnak, a szentesi gimnáziumot 17 éven át, a szentesi kétéves női kereskedelmi szaktanfolyamot két éven át vezette. Kiemelkedő oktatásszervezői tevékenységének köszönhetően a Kormányzótól 1936-ban megkapta a Tanügyi főtanácsos címet, majd 1943-ban a Signum Laudis (Dicséret Jele) elnevezésű magas rangú kitüntetést.

## A tanári pályán

### Iskolaszervező tevékenysége
A középiskolát Kecskeméten végezte, majd jelentkezett a Budapesti Tudományegyetemre, ahol matematika-természettan szakon kezdte meg tanulmányait. Mint kiváló eredménnyel végzett tanár azonnal Budapesten kapott állást a VII. kerületi külső általános főgimnáziumban 1907. november 1-én. Két év múlva a III. kerületi főgimnáziumba, majd újabb két év múlva az István úti gimnáziumba került, ahol nagy agilitással dolgozott, többek között zenei műveltsége a zenekar karmesterévé is tette.
Még nem töltötte be harmincadik életévét, amikor a minisztérium ajánlására megválasztották az újonnan felállított oravicabányai gimnázium első igazgatójának. Ezzel ő lett az ország legfiatalabb igazgatója. Nem sokáig dolgozhatott, mivel az első világháború kitörésekor őt is behívták katonának. 1914. július 30-tól 1918. november 20-ig szolgált, amiből 42 hónapot az arcvonalban töltött. Kétszer megsebesült, bátorságáért számos kitüntetést kapott, ám a háború sem szakíthatta el munkájától. Följegyezték róla, hogy  „iskolájának minden ügyét állandóan tudatták vele, és ő a harctérről adott utasításokat, irányítást. Amikor bajtársai a harcok szünetében a megérdemelt pihenést élvezték, ő azon töprengett, hogy egy kezdő iskola ügyes-bajos dolgait hogyan lehetne legjobban elintézni.” Tartalékos főhadnagyként szerelt le.
A háborút követően folytatta tanári munkáját, ám a román megszállás miatt már csak rövid ideig vezethette az oravicabányai iskolát. Mikor onnan távozni kényszerült, az anyaországba jött, s Makón kezdett tanítani. Alig egy év múlva az alakulóban lévő csongrádi gimnázium vezetését bízták rá, mely ekkor még a szentesi gimnázium fiókintézete volt. Megszervezte, megerősítette és útnak indította az új iskolát, mely 1924. szeptember 1-től önálló reálgimnáziumként működött. 1925-ben Járay Imrét a minisztérium áthelyezte az akkor épp igazgató nélkül működő szentesi gimnáziumhoz.  A tőle megszokott precizitással, szigorúsággal és szakmai hozzáértéssel végezte itt is munkáját: rendbe tette az anyagi ügyeket,  hozzáfogott – az 1924. évi XI. törvénycikk értelmében – az általános gimnáziumnak reálgimnáziummá történő átszervezéséhez,  majd felismerve a tanári karban lévő egyenetlenségeket, súrlódásokat finom tapintatával, az emberekkel való bánni tudásával elsimította azokat is. „A jó erőket csak össze kellett fogni és megfelelően irányítani, s minden rendbe jött” – írta Szöllősy Géza.  Szociális alkatánál fogva gondja volt arra is, hogy „felelevenítse, virágzóvá tegye a szegény tanulókat gyámolító segítő egyesületet, amely a nagy háborút követő években tengődésre volt kárhoztatva.”
Több évtizedes pedagógiai és iskolaszervező munkásságának elismeréseként a Kormányzó 1936. évi június 30. napján kelt határozatával Járay Imre igazgatónak a Tanügyi főtanácsos címet adományozta.  Felkínálták neki a szegedi tankerület igazgatóhelyettesi állását is, – ami Szegedre való költözését jelentette volna – ám ő udvariasan elhárította a ranglétrán való feljebb lépés lehetőségét és Szentesen maradt. 1937. november 27-én újabb elismerésben részesült: az Országos Testnevelési Tanács Testnevelési érmét vehette át, mellyel a Tanács az iskolai testnevelés ügyében kifejtett buzgó munkáját honorálta.  (A szentesi gimnázium sportcsapatai igazgatósága alatt az országos bajnokságokon kiváló eredményeket értek el.) 1943. április 10-én ünnepélyes keretek között vehette át egész pályafutásának elismeréseként a Signum Laudis kitüntetést.

### A bölcs pedagógus

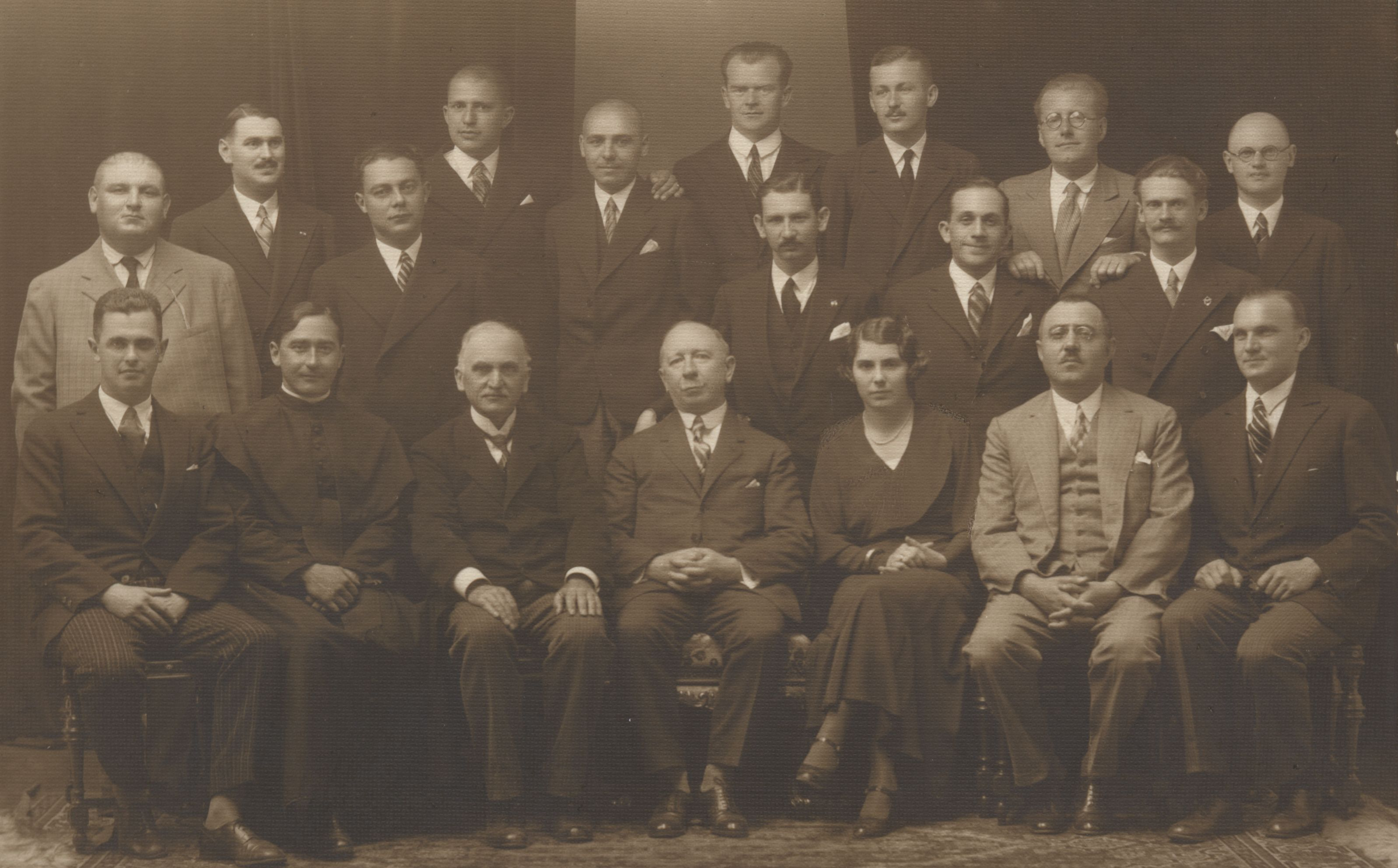
Járay Imre (középen) egy 10 éves érettségi találkozón 1933-ban

Számos visszaemlékezés szól Járay Imre megfontolt, előrelátó, bölcs gondolkodásáról. Az igazgatói székben őt követő Szöllősy Géza szemléletes hasonlattal fejezte ki elődjének pedagógiai érzékét.
Ha az ember kimegy a vasútállomásra akkor a várótermekben kevesebb-több poggyásszal várakozó utast lát. Akik csak a közeli városba mennek névnapra, vagy vendégségbe, azoknak igen kevés poggyászuk van, de azok, akik hosszú útra indulnak, azoknak sok poggyászuk van, mert semmi olyan használati tárgyat nem hagynak otthon, amelyre utazásuk alatt és a messze idegenbe szükségük lehet. – Igazgató úr látta el közel két évtizeden keresztül a diákokat útravalóval. Gondos és lelkiismeretes munkájával osztotta ki mindenkinek a felszerelését a hosszú útra. Nevelő érzésével meg tudta állapítani azt a szükséges tudásmennyiséget, amely ehhez a földi úthoz feltétlenül szükséges. Voltak, akik nem mentek messzire és ezeknek az útravalójuk nem is volt olyan, mint a többieké. Voltak azonban olyan tanítványok is, akik éppen ebben az évben váltak sub auspiciis gubernátoris doktorokká.
Melegszívű, humánus tanár volt, nyugalmat árasztott maga körül. Atyáskodó természete miatt a „Tatu” becenevet kapta a testülettől, így azután tanártársai egymás közt csak Járay Tatunak nevezték.  Higgadtsága sokszor párosult humorral, s ez éppúgy hozzátartozott tanári habitusához, mint az óráin tapasztalható szigorúság. Kollégája, Bácskai Mihályné kedves történettel emlékszik az igazgató úr egyéniségére:
Egy alkalommal a gimnázium fiatal történelemtanára nehezen találta meg a közös hangot egy renitens diákkal. Emelt hangú, kemény fegyelmezésére a szóban forgó delikvens magáról megfeledkezve azt mondta, hogy: „A tanár úr is meg a történelem is le van…” A vérig sértett tanár erre lezavarta a pimaszkodót az igazgatóhoz, ahol töredelmesen bevallotta bűnét. Az óra végén a tanár úr is az irodába sietett, ahol már csak Járay igazgató urat találta békés nyugalomban. Elkezdte a mondókáját. - Direktor úr, leküldtem egy minősíthetetlen alakot, aki azt mondta nekem, hogy én is meg a történelem is le van… Járay Imre megszakította a felhevült szóáradatot, és így nyugtatta meg a dühtől még mindig szinte reszketőt: - De kedves kolléga, nyugodjon már meg, hiszen csak mondta, nem csinálta. A történetet az utód, Szöllősy Géza előszeretettel mesélte, s ezt ő a „kútkáva elmélet” alapvető eseteként tartotta számon, mely elmélet szerint, ha egy tárgyat a kút kávájára (szélére) helyezünk, akkor kitesszük annak a veszélynek, hogy beleesik a kútba.

## Társadalmi aktivitása

### Egyleti tevékenysége
Sokoldalú műveltsége tette lehetővé, hogy szaktárgyainak tanítása és az iskola igazgatása mellett egyéb tevékenységeket is folytasson. Több nyelvet ismert a magyaron kívül. A német szinte anyanyelve volt, de angolul, franciául, románul és oroszul is beszélt.  A gyorsírás tudományát is elsajátította, mely a század elején – hangrögzítő berendezések híján – igen hasznos tudásnak számított. A Szentesi Gyorsíró Egyesület egyik alapító tagja és alelnöke volt.
A város előadóként is megismerhette. A Katolikus Körben, a Katolikus Nőegyletben, a Kultúr Egyletben és egyéb konferenciákon tartott előadásokat a legkülönfélébb témákban. A pedagógia, a fizika, a csillagászat, a vallás, az első világháború, a gyorsírás, de még a zenetörténet egyes kérdéseit is bemutatta a hallgatóságnak.  Társadalmi aktivitását mutatja, hogy 12 meghatározó egyesületnek és bizottságnak volt tagja, nem egy esetben vezetőségi tagja.

### Publikációs tevékenysége
A matematika és a fizika oktatásával kapcsolatos munkákról írt bírálatait, ismertetéseit szaklapok közölték. A tudományt népszerűsítő dolgozatai magyar és német nyelvű újságokban jelentek meg.  De nem csupán szakmai kérdésekről írt. A világháborút követő társadalmi problémákról is több alkalommal fejtette ki véleményét. Különös figyelmet fordított azokra a folyamatokra, melyek negatív irányba mozdították el a fiatalabb generáció erkölcsiségét és a társadalom kettészakadásához, az idősek és a fiatalok konfliktusához vezettek. Írásai jó képet adnak a két világháború közti korszak viszonyairól.
Ki ne ismerné a 18-19 éves korban a frontra került magyar ifjúság tragédiáját. Parancsolniuk kellett, mielőtt még igazán engedelmeskedni tanultak volna; a halállal kellett éveken át szembe nézniük, amikor az lett volna a természetes, hogy csendes kitartó munkában férfiakká érjenek. Akik hazajöttek joggal azt érezték, hogy kivételes elbánást várhatnak a nemzettől, melyért harcoltak. De az országot ellenségeink feldarabolták. A nemzet két forradalom, ellenséges rablások borzalmaitól megviselve katasztrofális pénzügyi helyzetében nem sietett ennek a fiatalságnak a megsegítésére. Ezek közül sokan nem tudták az új viszonyok között lelkük egyensúlyát megtalálni. … Egyesek elszoktak a tanulástól, mások anyagi eszközök hiánya miatt nem fejezhették be tanulmányaikat. És akik sokszor nagy nélkülözések között végeztek is oklevéllel a kezükben, nem juthattak álláshoz vagy képzettségükkel összhangban nem álló munkával tengették életüket. Olyan életkorban, melyben a régi világban a maguk gazdái lehettek vagy a hivatalos létrán már előbbre is jutottak, családot alapíthattak, kénytelenek szüleik kenyerén lenni. … A hadviselt fiatalság és az iskola padjaiból azóta kilépett ifjak nagy része nem csak szüleinek gondolkodását nem tudja megérteni, hanem általában harciasan támadja az idősebbek politikai, gazdasági, társadalmi felfogását. A „harmincévesek” sürgetik, hogy a „hatvanévesek” nekik adják át a vezetést minden téren, mert szerintük az idősebb nemzedék juttatta a közviszonyokat a mai lejtőre. Mintha csak Goethe Faustjából hallanók a hetyke ifjú baccalaureust: „A harminc esztendőn már túl vagy. Nem számitsz többé semmit sem. Mentől előbb le kéne téged ütni.”
Mindezt látva különös figyelmet fordított a tanuló ifjúság helyes nevelésére, a negatív folyamatok javítására. Ugyanakkor a diákság erkölcseinek romlása és a tanulmányi eredményekben mutatkozó hanyatlások okát is kutatta. Járay Imre – elutasítva azt a leegyszerűsített tételt, hogy minden baj gyökerét Trianonban kell keresni – helyesen érzett rá a problémák mögött rejlő összetett pszichológiai tényezőkre. Felismerte, hogy az ifjúság morális hanyatlásában a szülői erélytelenség és következetlen nevelés, valamint a sajtóból özönlő erkölcstelenség is komoly tényező.
Nem fordul-e elő, hogy a szülő egy elhamarkodott ítélettel aláássa az iskola tekintélyét és ezzel előkészíti a szülői tekintély pusztulását is? Ugyanaz a szülői ház, mely felháborodik azon, hogy a középiskola – nézete szerint – nem elég szigorúan bünteti meg egy serdületlen gyermek pajkos csinjét, nem szokta-e családi körben, esetleg a sajtóban is elfogultsággal, a gyermeki lélek félreismerésével, kegyetlenséggel vádolni a gimnáziumot, ha a fegyelmi szabályoknak az ő fiával szemben is érvényt szerez. És a sajtó egy része is olyan szívesen a vádlók közé áll, miközben megfeledkezik arról, hogy nap nap után erotikát lehelő hírekkel, diáköngyilkosságok kiélezett leírásával, az iskola tekintélyét tépdeső karcolatokkal sebeket ejtenek a finom diáklelken, hogy a diákgyereknek forrongó, még ki nem alakult gondolkodását eltéríti kötelességétől, hamis irányba tereli és nehézzé teszi számára az iskolai fegyelem tűrését. Ez a fegyelem nem öncél, hanem szükséges eszköz az egyesek és a tömeg nevelésében. De még ha külső tényezők nem lazítanák is ezt a fegyelmet, az iskola nem mindenható. Naponta 5 óra hosszat vannak a keze alatt a tanulók. A fennmaradt 19 órában az utca a társaságok, olvasmányaik, a mozi, a színház, a szülői ház formálja őket. Ha mindezek esetleg ellen dolgoznak az iskola munkájának, hogyan lehet egy kiegyensúlyozatlan, önmagában meghasonlott diáklélekért egyedül az iskolát tenni felelőssé? Nem lehetne-e módját találni a szülői ház és az iskola harmonikusabb együttműködésének, egymás tekintélye megóvásának, éppen a gyermek érdekében? … Nem frázis, hogy ennek a munkának eredményétől függ a magyar jövő.
Közben az iskola történetét is kutatta. Huszonegy oldalas tanulmányban emlékezett meg a 75 éves szentesi gimnáziumról. Munkájának értéke, hogy kerüli az általánosságokat és szisztematikusan, adat gazdagon ugyanakkor olvasmányos módon mutatja be az intézmény történetét.  Másik forrásértékű tanulmányát a 70 éves dr. Négyesy László irodalomtörténész tiszteletére írta. Emlékképeket villant fel a nagy tudósnak a szentesi tanyavilágban töltött gyermekkorából, gimnáziumi életéből, majd részletesen értékeli pályafutását és a magyar irodalomtudományban betöltött szerepét.

## Nyugdíjas évek
1942. július 1-én vonult nyugdíjba,  ám a nyugalom éveit erősen beárnyékolta a második világháború. 1945 után anyagi helyzete is megromlott, kisebb lakásba költözött, s a nyugdíj kiegészítésére ismét elkezdett tanítani. Az általa útjára indított,  s immár a gimnáziumtól függetlenedő Közgazdasági Technikum örömmel vette tanárai közé az idős szakembert. Még magántanítványt is vállalt. „Ennyi munka nemhogy nem fárasztotta, sőt szórakoztatta.”   – írja nekrológjában Szöllősy Géza.
1962 tavaszán rövid szenvedés után hunyt el.

## Tagságai
- Szegedi Tankerületi Közoktatási Tanács (alelnök)
- Szentesi római katolikus egyházközség képviselőtestülete és egyháztanácsa
- Csongrád vármegye és Szentes város testnevelési és iskolánkívüli népművelő bizottsága
- Vármegyei leventebizottság
- Közművelődési és múzeumi szakbizottság
- Állami elemi iskolák gondnoksága
- Városi óvoda-felügyelő bizottság
- Szentesi Kaszinó
- Szentesi Katolikus Kör
- Szentesi Kultúr Egyesület
- Szentesi Gyorsírók Egylete
- Tehetségmentő Bizottság elnöke

## Elismerései
- Emléklapos főhadnagy
- Koronás Arany Érdemkereszt a vitézségi érem szalagján
- II. osztályú ezüst, valamint bronz Vitézségi Érem
- Károly-csapatkereszt
- Sebesültek Érme
- Tanügyi főtanácsos
- Országos Testnevelési Tanács Testnevelési érme
- Signum Laudis

## Értekezései
- Apák és fiúk. Szentesi Hírlap 1931. december 25. 17. o.
- Négyesy László és a szentesi középiskola. (Jaeger Imre néven) In: A szentesi m. kir. állami Horváth Mihály reálgimnázium értesítője, 1930-1931. Szentes, 1931. 3-13. o.
- Az igazgató feladata a kezdő tanár továbbképzésében. In: A Szegedi Tankerület Közleményei Szerk.: Kisparti János. Szeged, 1936.
- A 75 éves szentesi középiskola. In: A szentesi m. kir. állami Horváth Mihály reálgimnázium értesítője, 1933-1934. Közzéteszi: Járay Imre. Szentes, 1934. 3-24. o.
- A középiskolai tanár, tanuló és a társadalom. Nevelésügyi Szemle 1939. 2. sz.
- Liszt Ferenc emlékére. Csongrádmegyei Hírlap 1936. február 2. 5. o.
- Újságcikkek margójára. Szentesi Napló 1939. december 24. 10. o.

## Róla szóló irodalom
- Beszélgetés Járay igazgatóval a női kereskedelmi szaktanfolyamról. Szentesi Napló 1938. szeptember 11. 2. o.
- Járai Imre nyugalomba vonul. Szentesi Napló 1942. június 25. 4. o.
- Járay Imre. A szentesi m. kir. állami Horváth Mihály gimnázium évkönyve, 1942-1943. Közzéteszi: Szöllősy Géza. Szentes, 1943. 4. o.
- Járay Imre dr. ny. igazgató kormányzói elismerést kapott. Szentesi Napló 1943. március 5. 3. o.
- Bensőséges ünnepség keretében adták át Járay Imre nyug. gimnáziumi igazgató tanügyi főtanácsosnak a "Signum Laudis"-t. Szentesi Napló 1943. április 13. 3. o.
- Szöllősy Géza: Járay Imre. In: A szentesi Horváth Mihály Gimnázium évkönyve, 1949/50 – 1969/70. Szentes, 1971. 64-65. o.
- Labádi Lajos: A gimnáziumi reform végrehajtója. Százhuszonöt éve született Járay (Jaeger) Imre iskolaigazgató. Szentesi Élet 2008. szeptember 12. 2. o.